# Dysmachus cephalenus
Dysmachus cephalenus là một loài ruồi trong họ Asilidae. Dysmachus cephalenus được Loew miêu tả năm 1871. Loài này phân bố ở vùng Cổ Bắc giới.